# César Luis Menotti
César Luis Menotti (Rosario, 1938. november 5. – Buenos Aires, 2024. május 5.) argentin labdarúgó, edző. Az 1978-ban hazai környezetben világbajnoki címet szerző argentin válogatott szövetségi kapitánya.

## Pályafutása

### Játékosként
Pályafutását szülővárosa csapatában a Rosario Centralban kezdte 1960-ban. Ezt követően szerepelt a Racing Club és a Boca Juniors csapataiban. Az Egyesült Államokban játszott a New York Generalsban, majd a brazil Santosban.

### Edzőként
Fiatal edzőként 1973-ban argentin bajnoki címet szerzett a Huracánnal. 1974-ben kinevezték az argentin válogatott szövetségi kapitányának. Két világbajnokságon irányította Argentínát: 1978-ban és 1982-ben. Előbbin hazai pályán világbajnoki címig, utóbbin a második csoportkörbe vezette a nemzeti csapatot. 1983 és 1984 között a Barcelona edzője volt, mellyel spanyol kupát és szuperkupát nyert. 

## Sikerei, díjai

### Játékosként
Boca Juniors
- Argentin bajnok (1): 1965

### Edzőként

#### Klubcsapatokkal
Huracán
- Argentin bajnok (1): 1973 (Metropolitano)

Barcelona
- UEFA-kupa győztes (1): 1982–83
- Spanyol kupagyőztes (1): 1982–83
- Spanyol szuperkupagyőztes (1): 1983

#### Nemzeti csapatokkal
Argentína
- Világbajnok (1): 1978
- Ifjúsági világbajnok (1): 1979